# Alberto León Betancourt
Alberto León Betancourt (Bogotá, Colombia, 24 de mayo de 1928-Cali, Colombia, 11 de abril de 1983) fue un ingeniero colombiano, Rector de la Universidad del Valle (1972-1974), gestor, cofundador y primer rector de la Universidad ICESI (1978-1983) de Cali, Colombia, Presidente del Banco Popular S.A. de Colombia. Dejó un buen número de publicaciones sobre investigación de operaciones, metodología de sistemas, construcción de modelos matemáticos, métodos cuantitativos, simulación numérica y estrategia empresarial. Ensayista sobre temas sociales, de desarrollo económico y teoría de las organizaciones. Fue pionero en Colombia en la difusión del computador como herramienta de información gerencial.

## Educación
Se graduó de Ingeniero Civil en la Universidad Nacional de Colombia en 1951 y ejerció su profesión como Ingeniero constructor de carreteras en varias regiones del país. En 1959 se radicó en los Estados Unidos para obtener una Maestría en Ingeniería Industrial y de Sistemas y un Doctorado en Investigación de Operaciones en la Universidad de Míchigan, en Ann Arbor.

## Trayectoria de vida

### Como Docente e Investigador Universitario
Obtenido su Doctorado en 1965, trabajó luego como Profesor e Investigador en la Universidad de California en Berkeley. Allí con la colaboración del Profesor Merril M. Flood, publicó "A universal adaptive code for optimization (Grope)", un texto universitario sobre la estructura y operación del programa GROPE, muy útil entonces para localizar errores en las bases de datos. También fue docente en la Universidad de Míchigan y en la MIT Sloan School of Management del Massachusetts Institute of Technology.
En 1968 regresó a Colombia, invitado por la dirigencia de la clase empresarial del Valle del Cauca, para que contribuyera al desarrollo regional. Se vinculó como Profesor a la Universidad del Valle, y su gestión fue clave en la estructuración y desarrollo del programa de Magíster en Administración Industrial y del Departamento de Información y Sistemas en la Facultad de Ingeniería.
En 1969 fue nombrado Decano de la Facultad de Ingeniería de la Universidad del Valle, donde llevó a cabo una reforma académica estructural de avanzada. En 1970 creó el programa de postgrado en Ingeniería Industrial y de Sistemas, el primero de este género en el suroccidente colombiano. En 1972 fue nombrado Rector de la Universidad del Valle de Cali, Colombia, una de las principales instituciones de Educación Superior del país.

### Como Dirigente Empresarial
En 1974 pasó al sector financiero como Presidente del Banco Popular S.A. de Colombia, entidad que descentralizó, segmentó su operación por regiones geográficas y creó un programa de asesorías y financiación de planes de negocios para la pequeña y mediana empresa.

### Como Gestor y Cofundador de laUniversidad ICESI
En 1978, con el apoyo de empresarios y dirigentes del Valle del Cauca, emprendió el diseñó y llevó a cabo la ejecución del proyecto para crear la Universidad ICESI en Cali, Colombia, institución de la que fue cofundador y su primer Rector en 1979.